# Union internationale des transports publics
L’Union internationale des transports publics (UITP) est une association à caractère international créée en 1885, et ayant pour domaine d'activité l'organisation et la réglementation des transports publics mondiaux. Elle regroupe des autorités politiques, des opérateurs de transport public, des instituts scientifiques, des fournisseurs de services de transport public. L'UITP a été fondée en août 1885 en tant que « Union Internationale de Tramways/Internationaler Permanenter Strassenbahn-Verein » pour soutenir les industries du tram et de l'acier en Belgique et s'est élargie au fil des ans.
L’UITP soutient une approche globale de la mobilité urbaine et plaide pour le transport public et la mobilité durable.

## Organisation

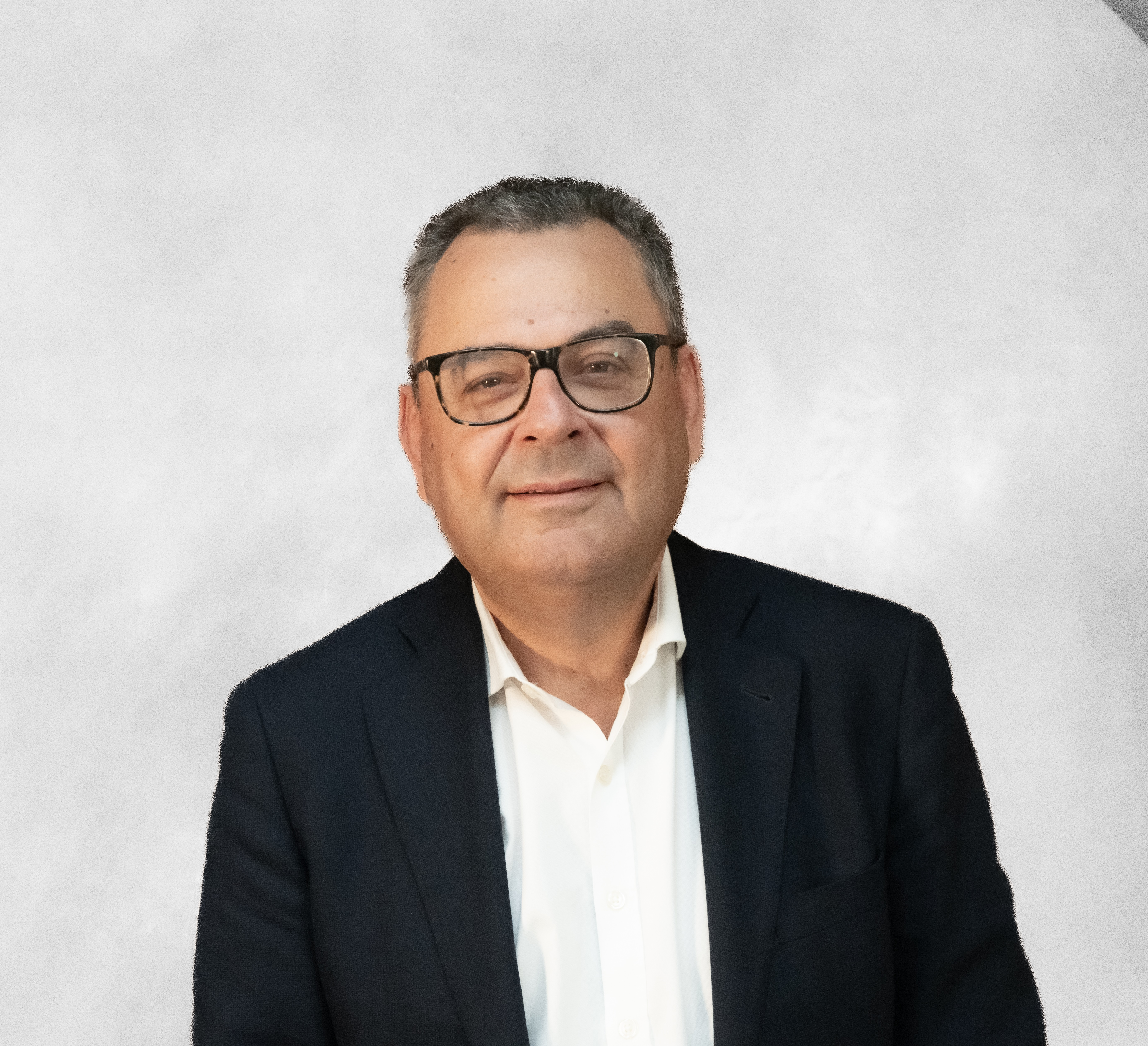
Mohamed Mezghani, secrétaire général de l'UITP depuis 2018

L’UITP représente un réseau international de plus de 1 900 sociétés membres réparties dans 100 pays et couvre tous les modes de transport public - métro, tramway, chemins de fer régionaux et suburbains, bus et waterborne. Il représente également le transport collectif au sens large.
Le réseau de l'UITP compte un bureau principal et un bureau européen à Bruxelles et quinze bureaux régionaux et de liaison dans le monde entier (Abidjan, Casablanca, Dubaï, Hong Kong, Istanbul, Johannesburg, New York, Rome, São Paulo, Singapour, Téhéran, Mexique et Amérique centrale, New Delhi, et Melbourne).
Le secrétariat général à Bruxelles est dirigé par Mohamed Mezghani, qui travaille depuis plus de 25 ans dans les domaines liés aux transports publics et à la mobilité urbaine. Il est secrétaire général adjoint de l'Association, et Renée Amilcar est le président de l'association depuis son élection au sommet de 2023.

## Activités
- Collection et analyse de données quantitatives et qualitatives sur les aspects clés du transport public et de la mobilité urbaine.
- Gestion d’un centre d’information doté d’une bibliothèque en ligne (MyLibrary)
- Publication d’un magazine spécialisé : Public Transport International (PTI)
- Réalisation d’études et de projets dont les résultats sont régulièrement publiés sous forme de brochures et rapports.
- Coordination de projets scientifiques pour des institutions internationales comme la Commission Européenne. Dans le cadre de ces projets, l’UITP met en place des réseaux d’experts en mobilité urbaine et en organisation des transports publics.
- Émission de positions officielles sur les thématiques de la mobilité représentant les vues de l’ensemble du secteur du transport public.
- Participation à de nombreux groupes de travail internationaux tels que les Nations unies, la Banque mondiale et les institutions européennes.
- Organisation de formations, de séminaires et d'ateliers pour les professionnels des transports publics
- Organisation d’un sommet international tous les deux ans: le UITP Global Public Transport Summit, dont la prochaine édition aura lieu à Hambourg du 15 au 18 juin 2025.